# Garsa arbòria fumada
La garsa arbòria fumada (Dendrocitta formosae) és un ocell de la família dels còrvids (Corvidae).
Habita boscos, zones arbustives i terres de conreu, fins als 2300 m, al nord i est de l'Índia, Bangladesh, Myanmar, centre i est de la Xina, Hainan, Taiwan, illes Andaman, nord-oest de Tailàndia, nord de Laos i nord del Vietnam.